# Maria Messens
Maria Rosa Messens (Brugge, 13 september 1939 – 29 augustus 1989) was een Vlaams schrijver.

## Levensloop
Messens studeerde moderne talen en werd lerares Frans aan het Koninklijk Atheneum in Tielt. Vanaf 1964 publiceerde ze verhalen en gedichten, aanvankelijk onder het pseudoniem Elsy van Dam.
Ze trouwde met de leraar Gilbert Constant (7 mei 1942 - 6 oktober 1971). Het kinderloos gebleven huwelijk was niet gelukkig en om onbekende reden pleegde hij in 1971 zelfmoord.
In 1977 werd ze lid van de adviesraad voor de Openbare Stadsbibliotheek Brugge, waar ze adviseerde over de aankoop van Engelstalige literatuur.
Messens leefde eenzaam en teruggetrokken in een appartement op de Brugse Woensdagmarkt. Ze neigde naar anorexia en volgens Jeroen Brouwers "hield ze de fles permanent onder handbereik". Er liepen geruchten over ongelukkig verlopen lesbische relaties, die echter zonder bevestiging bleven. In augustus 1989 stapte ze uit het leven door het innemen van een overdosis aan medicijnen. Haar stoffelijk overschot werd een paar weken na haar dood gevonden. Een buurvrouw meldde dat ze vanaf 15 augustus het geluid van de typmachine niet meer had gehoord. Messens werd in intimiteit begraven op het stedelijk kerkhof van Brugge, in vak 55, graf nummer 1.

## Publicaties
- Een Dwaalspoor, verhaal, 1964.
- Glissando, ‘een poëtisch verhaal naar aanleiding van een reis naar Italië’, 1966. (Recensies: door Anne Dellart, in: Nieuwe Stemmen, oktober – november 1966; Boekengids, oktober 1966; R. Bobine, in: Lektuurgids 1967).
- Murrath, roman, 1971. (recensie door Jo de Prins in: Nieuwe Stemmen, 1972-1973).
- Het verlangen, 1973.
- Gedicht, 1973.
- Sibylle, of de radeloosheid, 1976. (Recensies in: Gazet van Antwerpen, 1 september 1976 en De Periscoop, 1976.
- Spiraal, romanfragmet uit 'Relaties', 1977.
- Relaties, roman, 1979.